# マイスワロー
マイスワロー (My Swallow) はイギリスの競走馬。現役時代には1970年のフランス2歳主要競走を連勝したことなどから、同年のフリーハンデで133ポンドという破格の評価を与えられ、「近年最強の2歳馬」と称された。1972年にイギリスで種牡馬となったのち、1978年に日本へ輸出され、吉田牧場で1988年まで供用された。

## 戦績

### 2歳時
1970年5月にイギリスでデビュー。2連勝を果たしたあとにフランスへ転戦した。まずボワ賞を勝ち、次にロベールパパン賞でミルリーフを短頭差で退けると、続くモルニ賞、サラマンドル賞、グランクリテリウムをすべて勝って無傷の7連勝を達成。史上初の2歳フランス四冠馬となった。これは1945年のNirgalをはじめとする過去の2歳三冠馬たちが成し得なかった偉業であった。この快挙に加え、ミルリーフを下したことなどから 133ポンドという破格のフリーハンデが与えられた。なお、ミルリーフの2歳時のフリーハンデは132ポンド、のちにイギリスの国民的アイドルホースとなるブリガディアジェラードは131ポンドであった。

### 3歳時
明けて1971年、マイスワローは連勝を8に伸ばして2000ギニーへと駒を進める。この年の同競走には前出のミルリーフ、ブリガディアジェラードも出走してきており、この 3頭の揃い踏みに恐れをなした他馬の陣営が次々と回避したため、わずか6頭での競走となった。戦前より名勝負との呼び声高く、また今日でも史上最高のレースのひとつとも言われているこの競走を制したのは、3番人気のブリガディアジェラード。2番人気マイスワローと1番人気ミルリーフの激しい競り合いを尻目に鋭く脚を伸ばし圧勝した。マイスワローはミルリーフとの2着争いにも敗れての3着に終わり、通算9戦目にして初めての黒星を喫した。
このあとマイスワローは2戦するもいずれも2着に終わり、引退することになった。通算戦績は11戦8勝2着2回3着1回である。

### 競走成績
- 1970年 （7戦7勝）[2]
  - ロベールパパン賞、モルニ賞、サラマンドル賞、グランクリテリウム
- 1971年 （4戦1勝）[2]
  - アッシャーステークス、ジュライカップ（イギリスG1）-2着

※1971年よりグループ制導入。

## 種牡馬としてのマイスワロー
種牡馬としてのマイスワローは、競走成績から期待されたほどの結果は残すことができなかった。初年度産駒からは1975年にイタリアのグランクリテリウムを勝ったノーザンスプリング、2年目の産駒からは1977年のヘンケルレネン（ドイツ1000ギニー）を勝ったアヴィアティクなどが出たが、イギリスにおけるアーニングインデックスは平均値の1を下回る0.7であった。
やがて日本に売却され、1978年から吉田牧場で種牡馬生活を送ることになった。日本における初年度産駒から1982年のきさらぎ賞を勝ち皐月賞、東京優駿で2着に入ったワカテンザンが出たものの、その後は1984年の高松宮杯を勝ったキョウエイレア（左目が見えず「独眼竜」の異名を取った）が目立つ程度であり、ついにG1級の産駒を送り出すことなく、1988年に種牡馬引退が決まった。なお、ワカテンザンの妹ワカスズランと、マイスワロー産駒の種牡馬ラッキーキャストとの間には、1995年の香港国際カップ（当時国際G2）を勝って同年のJRA賞最優秀父内国産馬に選出されたフジヤマケンザンが生まれている。
しかし、そのフジヤマケンザンもすでに種牡馬を引退しており、また前出のワカテンザンや、マイスワローがヨーロッパに残してきた産駒のなかから種牡馬として日本へ来たゼロファイターらも目立った産駒を残せなかったことから、マイスワローの直系は事実上絶滅したと言ってよい。現在では、マイスワローの孫にあたる牝馬マジックリボン（1999年全日本サラブレッドカップ優勝、同年NARグランプリ最優秀牝馬）など、主として吉田牧場の繁殖牝馬の中にその名前を確認できる程度である。

### 代表産駒
- Northern Spring（グランクリテリウム・イタリアG2、プリミパッシ賞・イタリアG3）[2]
- Outer Circle（プリンセスマーガレットステークス・イギリスG3）[2]
- Aviatik（ヘンケルレネン・ドイツG2）[2]
- ワカテンザン(きさらぎ賞、皐月賞2着、東京優駿2着）[7]
- キョウエイレア（高松宮杯・日本GII）[8]

## 血統表
| マイスワローの血統         | マイスワローの血統                         | マイスワローの血統                         | （血統表の出典）                           | （血統表の出典）     |
| 父系                       | ジェベル系                                 | ジェベル系                                 | ジェベル系                                 | [ § 2 ]              |
| 父 Le Levanstell 1957 鹿毛 | 父の父Le Lavandou 1944 鹿毛                | Djebel                                     | Tourbillon                                 | Tourbillon           |
| 父 Le Levanstell 1957 鹿毛 | 父の父Le Lavandou 1944 鹿毛                | Djebel                                     | Loika                                      |                      |
| 父 Le Levanstell 1957 鹿毛 | 父の父Le Lavandou 1944 鹿毛                | Lavande                                    | Rustom Pasha                               | Rustom Pasha         |
| 父 Le Levanstell 1957 鹿毛 | 父の父Le Lavandou 1944 鹿毛                | Lavande                                    | Livadia                                    |                      |
| 父 Le Levanstell 1957 鹿毛 | 父の母Stella's Sister 1950 栗毛            | Ballyogan                                  | Fair Trial                                 | Fair Trial           |
| 父 Le Levanstell 1957 鹿毛 | 父の母Stella's Sister 1950 栗毛            | Ballyogan                                  | Serial                                     |                      |
| 父 Le Levanstell 1957 鹿毛 | 父の母Stella's Sister 1950 栗毛            | My Aid                                     | Knight of the Garter                       | Knight of the Garter |
| 父 Le Levanstell 1957 鹿毛 | 父の母Stella's Sister 1950 栗毛            | My Aid                                     | Flying Aid                                 |                      |
| 母 Darrigle 1960 鹿毛      | 母の父Vilmoray 1950 栗毛                   | Vilmorin                                   | Gold Bridge                                | Gold Bridge          |
| 母 Darrigle 1960 鹿毛      | 母の父Vilmoray 1950 栗毛                   | Vilmorin                                   | Queen of the Meadows                       |                      |
| 母 Darrigle 1960 鹿毛      | 母の父Vilmoray 1950 栗毛                   | Iverley Way                                | Apron                                      | Apron                |
| 母 Darrigle 1960 鹿毛      | 母の父Vilmoray 1950 栗毛                   | Iverley Way                                | Smoke Alley                                |                      |
| 母 Darrigle 1960 鹿毛      | 母の母Dollar Help 1952 鹿毛                | Falls of Clyde                             | Fair Trial                                 | Fair Trial           |
| 母 Darrigle 1960 鹿毛      | 母の母Dollar Help 1952 鹿毛                | Falls of Clyde                             | Hyndford Bridge                            |                      |
| 母 Darrigle 1960 鹿毛      | 母の母Dollar Help 1952 鹿毛                | Dollar Crisis                              | Pink Flower                                | Pink Flower          |
| 母 Darrigle 1960 鹿毛      | 母の母Dollar Help 1952 鹿毛                | Dollar Crisis                              | Silver Loan                                |                      |
| 母系(F-No.)                | (FN:2-g)                                   | (FN:2-g)                                   | (FN:2-g)                                   | [ § 3 ]              |
| 5代内の近親交配            | Fair Trial4×4,Fairway5*5×5,Son-in-Law5×5×5 | Fair Trial4×4,Fairway5*5×5,Son-in-Law5×5×5 | Fair Trial4×4,Fairway5*5×5,Son-in-Law5×5×5 | [ § 4 ]              |
| 出典                       | 1. 2. 3. 4.                                | 1. 2. 3. 4.                                | 1. 2. 3. 4.                                | 1. 2. 3. 4.          |